# Quercus yingjiangensis
Quercus yingjiangensis là một loài thực vật có hoa trong họ Cử. Loài này được (Y.C.Hsu & Q.Z.Dong) Govaerts miêu tả khoa học đầu tiên năm 1998.

## Hình ảnh